# Mina Grott

Entrée inférieure de la Mina Grott, proche de Vallvidrera s/n, Barcelone.

La Mina Grott est un tunnel de près d'un kilomètre et demi situé dans la commune de Barcelone, il relie le réservoir de Vallvidrera dans la partie inférieure du quartier de Vallvidrera, près de la gare  inférieure du funiculaire de Vallvidrera. L'embouchure inférieure, abandonnée, se trouve à gauche des voies du funiculaire de Vallvidrera, proche de Vallvidrera, sud de Barcelone, en bordure à gauche du collège de Montserrat, en montant les escaliers, à mi-chemin entre la station inférieure du funiculaire et la carretera de les aigües. Sa construction a été réalisée en 1855 pour amener l'eau du réservoir de Vallvidrera dans la vieille ville de Sarrià. Jusqu'en 1927, l'utilisation de la canalisation était documentée pour amener de l'eau à Sarrià. En 1940, la compagnie des eaux de Sant Cugat del Valles a installé un tuyau pour amener l’eau de Barcelone à Sant Cugat. Plus tard, la compagnie des eaux de Sabadell a également profité de l'ouvrage. 
Au début du XXe siècle, un jeune ingénieur de la société de tramway, Carles Emili Montañès et Criquillion, présenta un projet révolutionnaire qui visait à construire une voie de 0,60 mètre tout en élargissant le tunnel pour faire passer des trains destinés à transporter les barcelonais voulant profiter de la nature dans les montagnes de Collserola. Le projet aurait assuré la continuité du transfert d’eau du réservoir,. 
Le voyage inaugural a eu lieu le 13 juin 1908. C'était un wagon électrique d'une capacité de 36 passagers, le véhicule disposé de deux lampes à carbures et il y avait quatre-vingts ampoules colorées dans tout le tunnel. Le succès du train a été total, environ 40 000 personnes ont voyagé au cours de la courte période d'exploitation du train, de sorte que le parc d'attractions du Tibidabo et la société d'exploitation du train de Sarrià ont été confrontés à un puissant concurant,,. 
Les pressions et les influences contraires à l'opinion populaire ont forcé l'installation à cesser de fonctionner en 1909. Malgré cela, la Mina Grott a toujours résistée à la disparition et a été très utile pour le transport de travailleurs et de matériaux dans la construction du tunnel Ferrocarrils de Catalunya, actuellement Chemins de fer de la généralité de Catalogne, jusqu'à sa fermeture en 1916. Des années plus tard, la mine entra dans un état de quasi-abandon jusqu'à ce que les nouvelles conduites d'eau la sauvent de l'oubli pour transporter de nouveau de l'eau, mais cette fois en sens inverse, de Barcelone à Sant Cugat del Vallès et Sabadell,,.   